# Mesorregión del Sertão Sergipano
La mesorregión del Sertão Sergipano es una de las tres mesorregiones del estado brasilero de Sergipe. Es formada por dos microrregiones.

## Microrregiones
- Microrregión de Carira
- Microrregión Sergipana do Sertão do São Francisco

- Datos: Q960096